# Bitka kod Dare
Bitka kod Dare se odigrala u sjeverozapadnoj Mezopotamiji 530. godine za vrijeme Iberijskog rata između bizantske vojske na čelu s Belizarom na jednoj, i perzijske vojske na čelu s Firouzom na drugoj strani. Završila je bizantskom pobjedom, ali ona nije imala odlučujući karakter, jer su sljedeće godine Perzijci odnijeli pobjedu nad Belizarom u bitci kod Kalinikuma natjeravši Bizantince na nepovoljan mir 532.

## U popularnoj kulturi
Bitka kod Dare je 2005. rekonstruirana u epizodi BBC-jeve TV-serije Time Commanders.

## Vanjske poveznice
- Battle of Daras animated battle map by Jonathan Webb